# Flagge Danzigs
Die Flagge Danzigs ist ein offizielles Symbol der Stadt Danzig (heute polnisch Gdańsk).

## Beschreibung
Wie die meisten ehemaligen Hanseflaggen verwendet Danzig die Farben Weiß und Rot. In der Liek befinden sich zwei Kreuze übereinander. Darüber liegt eine goldene Krone.

## Geschichte

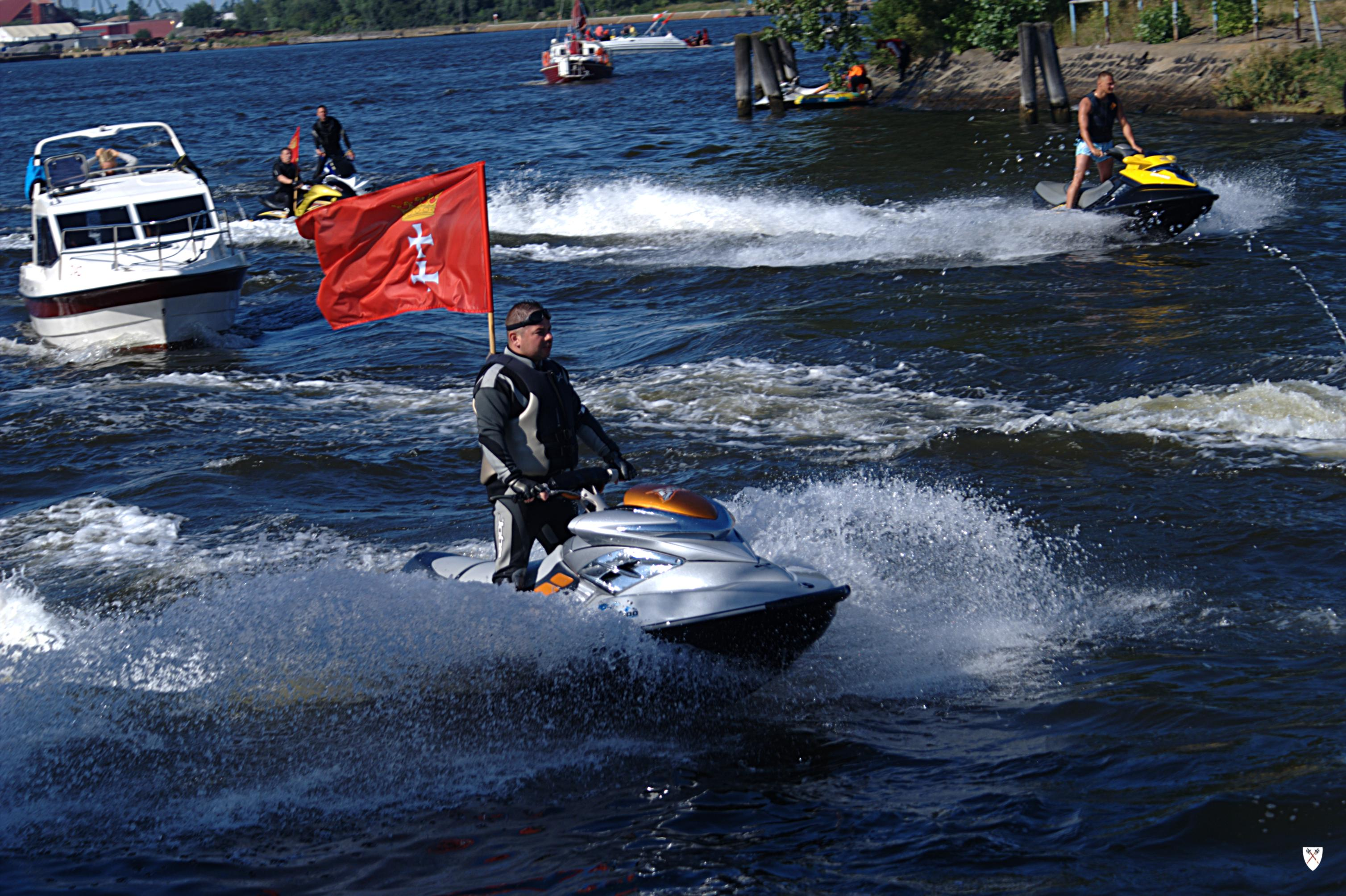
Die heutige Flagge Danzigs auf einem Jetski

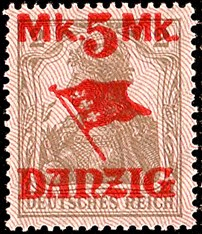
Die Flagge Danzigs auf einer Briefmarke von Danzig, 1920

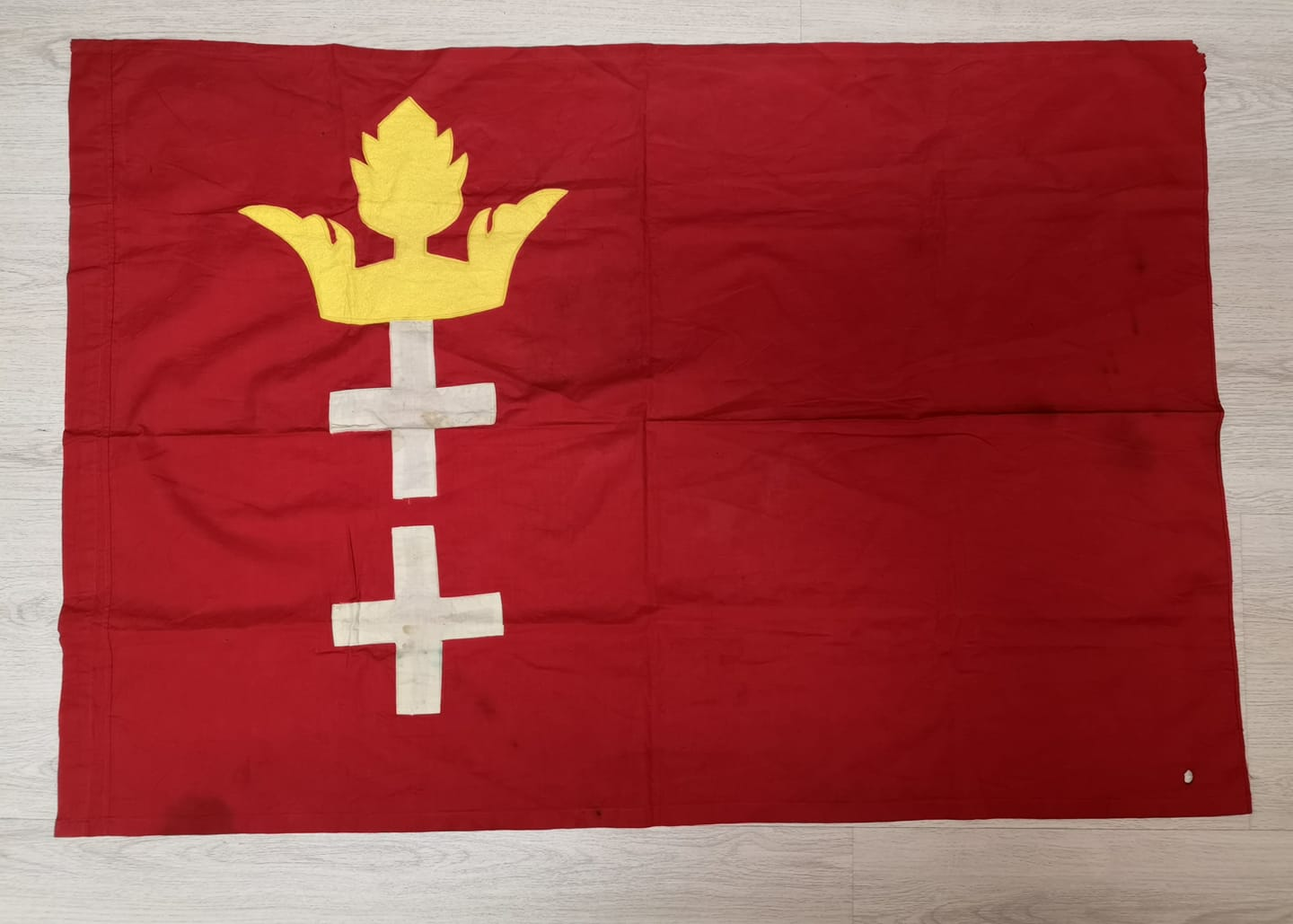
Originalflagge der Freien Stadt Danzig

Als Danzig Teil des Herrschaftsgebiets des Deutschen Ordens war, führte die Kommandantur Danzig eine weiße Flagge mit einem diagonalen schwarzen Streifen von der oberen Liek zum unteren Flugteil.
Ursprung der heutigen Flagge ist die Hanseflagge aus dem 14. Jahrhundert. Sie zeigte bereits die zwei weißen Tatzenkreuze auf rotem Grund. Bis 1457 wurde die Flagge nur mit den zur Liek versetzten Kreuzen verwendet, dann wurde ihr eine goldene Krone hinzugefügt. In der Zeit bis ins 20. Jahrhundert gab es verschiedene Varianten, die entweder Tatzenkreuze oder Gemeine Kreuze verwendeten. Die Gemeinen Kreuze wurden endgültig mit dem Gesetz betreffend das Flaggenrecht der Kauffahrteischiffe vom 22. Juni 1899 eingeführt.
1919 wurde die Freie Stadt Danzig gegründet. Das Äußere der Staatsflagge regelte die Verordnung des Staatsrates vom 18. Februar 1920 in abgeänderten Fassung, der § 21 der Verfassung der Freien Stadt Danzig vom 17. November 1920 sowie die Flaggenverordnung vom 18. März 1922.
Gemäß Artikel 2 der Verfassung der Freien Stadt Danzig vom 17. November 1920, zuletzt geändert durch Gesetz vom 4. Juli 1930, zeigten die Staatsflagge und die Handelsflagge auf rotem Tuch im ersten Drittel, von der Flaggenstange an gerechnet, parallel zu dieser zwei weiße Gemeine Kreuze übereinander und darüber eine gelbe Krone.
Gemäß der Flaggenverordnung vom 18. März 1922 wiederum war die Staats- und Handelsflagge der Freien Stadt Danzig von rechteckiger Form im Verhältnis von 2:3. Sie zeigt auf rotem Tuch im ersten Drittel, von der Flaggenstange an gerechnet, parallel zu dieser zwei weiße Kreuze übereinander und darüber eine gelbe Krone.
Die Staatsflagge war von sämtlichen Dienststellen, Behörden und Beamten zu Wasser und zu Lande zu führen, soweit nicht den Gesetzesbestimmungen nach eine andere Flagge (Dienstflagge, Postflagge oder Lotsenflagge) zu führen war. Die Flagge war bis zur Besetzung durch Deutschland 1939 als Nationalflagge im Gebrauch.
Die Stadt Danzig verwendete als Teil Polens wieder zwei Tatzenkreuze. Das Design der Krone wurde dabei und nochmals 1996 abgeändert. Hinsichtlich des Aussehens der Kreuze gibt es verschiedene Varianten.

Hängende Flagge Danzigs im 14. Jahrhundert
Flagge der Freien Stadt Danzig ab dem 18. Februar 1920
Flagge Danzigs (Gdańsk) seit 1996